# 水箭龟
水箭龜是任天堂和Game Freak所特許經營的《精靈寶可夢》系列裡的虛構生物「寶可夢」之一，在《精靈寶可夢 紅》與《精靈寶可夢 綠》中首次被引入，並出現在該系列的後續作品及改編作品中。它的外型是一隻背上搭載水槍的巨龜。

## 設計
水箭龜由Game Freak團隊設計、由杉森建定稿，是第一世代的151種寶可夢之一。水箭龜是該世代初學者寶可夢之一傑尼龜的最終進化型態，龜殼上有兩個可以射出水柱的砲管，體型也比先前更加壯碩。

## 登場

### 在電子遊戲中
水箭龜初次登場於《精靈寶可夢 紅》和《精靈寶可夢 綠》，並出現在《皮卡丘》、《火紅》、《葉綠》及主系列的後續版本中，以及《精靈寶可夢彈珠檯》、《寶可夢益智方塊》等作品。自《精靈寶可夢 X》和《精靈寶可夢 Y》起，水箭龜可以使用超級進化，為了讓玩家可以體驗到水箭龜（以及噴火龍、妙蛙花）的超級進化，才將傑尼龜（以及小火龍、妙蛙種子）加入遊戲中 。

### 動畫
在動畫裡，擁有水箭龜的訓練家並不多，其中之一是大木茂，他在啟程時選擇傑尼龜做為初學者寶可夢後，隨著故事進展而進化成水箭龜，該水箭龜與小智的噴火龍在白銀大會的對決被視為經典對決之一。水箭龜最初登場於無印第17集，一個具有大量機器寶可夢的島上，真正的水箭龜出現在無印第59集，胖丁卡住水箭龜的砲管，導致後者沉睡不醒 。

### 漫畫
在《神奇寶貝特別篇》中，小藍從大木博士的研究所偷走傑尼龜，這隻傑尼龜最後進化成水箭龜，並成為小藍隊伍的主力之一。它具有用噴射水槍造成的反作用力快速移動的能力。

## 迴響
IGN稱水箭龜「非常受觀迎」，GamesRadar的編輯布雷特·艾爾斯頓（Brett Elston）認為水箭龜「酷斃了」且「有訓練的價值」，他比較水箭龜、噴火龍和妙蛙花後指出噴火龍以龍的造型走「大眾路線」，而水箭龜則是「獨一無二」。UGO Networks稱水箭龜為「狠角色」。GamePro認為很多玩家是出於那兩根大砲管而選擇水箭龜Kotaku的派翠西亞·赫南德茲（Patricia Hernandez）認為水箭龜的超級進化是最糟糕的超級進化之一，評論「呃……它有了更大的砲管，但還是用嘴噴出破壞死光？」。《官方任天堂雜誌》把它列為第四佳的水屬性寶可夢。ONM的寫手湯瑪斯·伊司特（Thomas East）把水箭龜列為最酷的寶可夢之一，他稱水箭龜是足以與噴火龍並駕齊驅的水屬性寶可夢。Game Revolution的亞歷克斯·奧斯本（Alex Osborn）把水箭龜列為有史以來最佳寶可夢的第十名。